# Franco Vellar
Franco Vellar (Asiago, 23 ottobre 1966) è un allenatore di hockey su ghiaccio ed ex hockeista su ghiaccio italiano.

## Carriera

### Giocatore
Vellar ha giocato per quasi tutta la carriera, dall'esordio nel 1986 al primo ritiro nel 2002, con la maglia dell'Asiago Hockey AS. Della squadra è stato capitano per otto stagioni.
Nel corso di quelle sedici stagioni con la maglia degli stellati ha vinto tre coppe Italia ed uno scudetto, il primo per la società, nel campionato 2000-2001.
Dopo un anno di stop, ha vestito per due stagioni la maglia dell'Hockey Club Pergine nelle serie minori.

### Allenatore
Dopo alcuni anni lontano dal ghiaccio, nell'agosto del 2009 fu chiamato a coadiuvare il neoallenatore dell'Asiago, John Harrington. Harrington lasciò il posto a John Tucker per l'ultima parte dei play-off 2009-2010, poiché impegnato ai mondiali con la nazionale della Slovenia; tornò poi Harrington per la stagione successiva, ma fu sollevato dall'incarico nel mese di gennaio 2011, sostituito nuovamente da Tucker. In tutti questi cambi, Vellar fu sempre confermato nel suo ruolo.
Quando, un anno più tardi, anche Tucker lasciò l'incarico e fu sostituito dall'altro assistant coach, John Parco, Vellar fu nuovamente confermato.
Da assistente allenatore ha vinto quattro titoli italiani: 2009-2010, 2010-2011, 2012-2013 e 2014-2015.

## Palmarès

### Giocatore

#### Club
- Campionato italiano: 1

Asiago: 2000-2001
- Coppa Italia: 3

Asiago: 1991, 2000-2001, 2001-2002